# Seven de Dubái 2024
El Seven de Dubái 2024 fue el primer torneo de la Serie Mundial de Rugby 7, temporada 2024-25. Se realizó en las modalidades femenina y masculina. Se disputó en la instalaciones del The Sevens Stadium. Los equipos campeones fueron Australia en mujeres y Fiyi en varones.

## Formato
Se disputó según el formato establecido para la competencia olímpica, con algunas modificaciones.
- Etapa de grupos. En cada torneo se conforman tres grupos (pools) de cuatro equipos cada uno, todos contra todos. Los grupos se conforman por sorteo, teniendo en cuenta la posición de cada equipo en el torneo anterior, o eventualmente la posición final en la serie anterior, si se trata del primer torneo de la temporada. Los tres equipos que encabezaron las posiciones en el torneo anterior, actúan como cabeza de serie de cada grupo; luego se sortean los tres equipos restantes en cada grupo, en tres secuencias, siempre de acuerdo a la posición obtenida en el torneo anterior: 4/6, 7/9 y 10/12. A diferencia del formato olímpico, en esta etapa no hay empate y, de ser necesario, cada partido debe definirse por el sistema de "primera diferencia". El equipo ganador obtiene tres puntos y el que pierde ninguno, pero a diferencia del formato olímpico, en esta etapa se concede un punto bonus al equipo que pierda por siete puntos o menos.
- Etapa eliminatoria (knockout).
  - Cuartos de final. Los dos primeros equipos de cada grupo y los dos mejores terceros, clasifican a los cuartos de final de la copa. Las llaves se forman siguiendo el siguiente criterio: A1 vs 8; C2 vs B2; C1 vs A2; B1 vs 7.
  - Noveno lugar. Los cuatro restantes equipos de cada grupo disputan el noveno lugar mediante semifinales y final.
  - Quinto y séptimo. Los dos "mejores" perdedores en cuartos de final disputan el quinto lugar, mientras que los otros dos disputan el séptimo lugar.
  - Semifinales y final. Los equipos ganadores en los cuartos de final de la etapa eliminatoria, disputan las semifinales y los que resulten ganadores en esa instancia disputan la final.

## Puntaje
Cada uno de los seis torneos de la etapa regular concede un puntaje a cada equipo según la posición en la que finalicen: 

| Posición |    |    |    | 4  | 5  | 6  | 7 | 8 | 9 | 10 | 11 | 12 |
| Puntaje  | 20 | 18 | 16 | 14 | 12 | 10 | 8 | 6 | 4 | 3  | 2  | 1  |

## Competencia femenina
- Grupo A: Australia (9), Irlanda (6), China (3), Fiyi.
- Grupo B: Estados Unidos (6), Gran Bretaña (6), Francia (4), España (3).
- Grupo C: Nueva Zelanda (9), Japón (4), Canadá (3), Brasil (3).

Clasifican los dos primeros de cada grupo y los dos mejores terceros.
|  | Cuartos de final | Cuartos de final | Cuartos de final |           |               | Semifinales   | Semifinales | Semifinales |              |               | Final         | Final        | Final |  |
|  |                  |                  |                  |           |               |               |             |             |              |               |               |              |       |  |
|  |                  |                  |                  |           |               |               |             |             |              |               |               |              |       |  |
|  | A1               | Gran Bretaña     | 26               |           |               |               |             |             |              |               |               |              |       |  |
|  | A1               | Gran Bretaña     | 26               |           |               |               |             |             |              |               |               |              |       |  |
|  | 8                | Japón            | 0                |           |               |               |             |             |              |               |               |              |       |  |
|  | 8                | Japón            | 0                |           | Gran Bretaña  | Gran Bretaña  | 7           |             |              |               |               |              |       |  |
|  |                  |                  |                  |           | Gran Bretaña  | Gran Bretaña  | 7           |             |              |               |               |              |       |  |
|  |                  |                  | Australia        | Australia | 35            |               |             |             |              |               |               |              |       |  |
|  | B2               | Australia        | Australia        | Australia | 35            | 39            |             |             |              |               |               |              |       |  |
|  | B2               | Australia        |                  |           |               |               |             |             |              |               |               |              |       |  |
|  | C2               | Canadá           | 0                |           |               |               |             |             |              |               |               |              |       |  |
|  | C2               | Canadá           | 0                |           |               |               |             |             |              | Nueva Zelanda | Nueva Zelanda | 24           |       |  |
|  |                  |                  |                  |           |               |               |             |             |              | Nueva Zelanda | Nueva Zelanda | 24           |       |  |
|  |                  |                  | Australia        | Australia | 28            |               |             |             |              |               |               |              |       |  |
|  | C1               | Nueva Zelanda    | Australia        | Australia | 28            | 33            |             |             |              |               |               |              |       |  |
|  | C1               | Nueva Zelanda    |                  |           |               |               |             |             |              |               |               |              |       |  |
|  | A2               | Irlanda          | 12               |           |               |               |             |             |              |               |               |              |       |  |
|  | A2               | Irlanda          | 12               |           | Nueva Zelanda | Nueva Zelanda | 28          |             |              | Tercer lugar  | Tercer lugar  | Tercer lugar |       |  |
|  |                  |                  |                  |           | Nueva Zelanda | Nueva Zelanda | 28          |             |              | Tercer lugar  | Tercer lugar  | Tercer lugar |       |  |
|  |                  |                  | Francia          | Francia   | 12            |               |             |             |              |               |               |              |       |  |
|  | B1               | Estados Unidos   | Francia          | Francia   | 12            | 12            |             |             | Gran Bretaña | Gran Bretaña  | 12            |              |       |  |
|  | B1               | Estados Unidos   |                  |           |               |               |             |             | Gran Bretaña | Gran Bretaña  | 12            |              |       |  |
|  | 7                | Francia          | 38               |           |               |               |             |             |              |               | Francia       | Francia      | 15    |  |
|  | 7                | Francia          | 38               |           |               |               |             |             |              |               | Francia       | Francia      | 15    |  |
|  |                  |                  |                  |           |               |               |             |             |              |               |               |              |       |  |

- Partido por el quinto puesto: Estados Unidos venció a Irlanda
- Partido por el séptimo puesto: Japón venció a Canadá
- Partido por el noveno puesto: Brasil venció a China
- Partido por el undécimo puesto: España venció a Fiyi

### Tabla general femenina al finalizar el torneo
1. Australia (20)
2. Nueva Zelanda (18)
3. Francia (16)
4. Gran Bretaña (14)
5. Estados Unidos (12)
6. Irlanda (10)
7. Japón (8)
8. Canadá (6)
9. Brasil (4)
10. China (3)
11. España (2)
12. Fiyi (1)

## Competencia masculina
- Grupo A: Sudáfrica (7), Francia (7), Australia (4), Kenia (4).
- Grupo B: Argentina (9), Gran Bretaña (6), Uruguay (3), Irlanda (1).
- Grupo C: Fiyi (9), España (7), Nueva Zelanda (3), Estados Unidos (0).

Clasifican los dos primeros de cada grupo y los dos mejores terceros.
|  | Cuartos de final | Cuartos de final | Cuartos de final |               |        | Semifinales | Semifinales | Semifinales |               |               | Final        | Final        | Final |  |
|  |                  |                  |                  |               |        |             |             |             |               |               |              |              |       |  |
|  |                  |                  |                  |               |        |             |             |             |               |               |              |              |       |  |
|  | A1               | Gran Bretaña     | 14               |               |        |             |             |             |               |               |              |              |       |  |
|  | A1               | Gran Bretaña     | 14               |               |        |             |             |             |               |               |              |              |       |  |
|  | 8                | España           | 19               |               |        |             |             |             |               |               |              |              |       |  |
|  | 8                | España           | 19               |               | España | España      | 19          |             |               |               |              |              |       |  |
|  |                  |                  |                  |               | España | España      | 19          |             |               |               |              |              |       |  |
|  |                  |                  | Nueva Zelanda    | Nueva Zelanda | 14     |             |             |             |               |               |              |              |       |  |
|  | B2               | Sudáfrica        | Nueva Zelanda    | Nueva Zelanda | 14     | 17          |             |             |               |               |              |              |       |  |
|  | B2               | Sudáfrica        |                  |               |        |             |             |             |               |               |              |              |       |  |
|  | C2               | Nueva Zelanda    | 14               |               |        |             |             |             |               |               |              |              |       |  |
|  | C2               | Nueva Zelanda    | 14               |               |        |             |             |             |               | España        | España       | 5            |       |  |
|  |                  |                  |                  |               |        |             |             |             |               | España        | España       | 5            |       |  |
|  |                  |                  | Fiyi             | Fiyi          | 19     |             |             |             |               |               |              |              |       |  |
|  | C1               | Fiyi             | Fiyi             | Fiyi          | 19     | 19          |             |             |               |               |              |              |       |  |
|  | C1               | Fiyi             |                  |               |        |             |             |             |               |               |              |              |       |  |
|  | A2               | Francia          | 17               |               |        |             |             |             |               |               |              |              |       |  |
|  | A2               | Francia          | 17               |               | Fiyi   | Fiyi        | 43          |             |               | Tercer lugar  | Tercer lugar | Tercer lugar |       |  |
|  |                  |                  |                  |               | Fiyi   | Fiyi        | 43          |             |               | Tercer lugar  | Tercer lugar | Tercer lugar |       |  |
|  |                  |                  | Argentina        | Argentina     | 21     |             |             |             |               |               |              |              |       |  |
|  | 7                | Argentina        | Argentina        | Argentina     | 21     | 22          |             |             | Nueva Zelanda | Nueva Zelanda | 0            |              |       |  |
|  | 7                | Argentina        |                  |               |        |             |             |             | Nueva Zelanda | Nueva Zelanda | 0            |              |       |  |
|  | B1               | Australia        | 20               |               |        |             |             |             |               |               | Argentina    | Argentina    | 14    |  |
|  | B1               | Australia        | 20               |               |        |             |             |             |               |               | Argentina    | Argentina    | 14    |  |
|  |                  |                  |                  |               |        |             |             |             |               |               |              |              |       |  |

- Partido por el quinto puesto: Francia venció a Sudáfrica
- Partido por el séptimo puesto: Australia venció a Gran Bretaña
- Partido por el noveno puesto:  Uruguay venció a Kenia
- Partido por el undécimo puesto: Irlanda venció a Estados Unidos

### Tabla general masculina al finalizar el torneo
1. Fiyi (20)
2. España (18)
3. Argentina(16)
4. Nueva Zelanda (14)
5. Francia (12)
6. Sudáfrica (10)
7. Australia (8)
8. Gran Bretaña (6)
9. Uruguay (4)
10. Kenia (3)
11. Irlanda (2)
12. Estados Unidos (1)